# 水道-北導管大道車站
水道-北導管大道車站（英語：Aqueduct–North Conduit Avenue station）是紐約地鐵IND洛克威線的一個地鐵站，位於皇后區臭氧公園北導管大道近科亨斯街交界，設有A線（任何時候停站）列車服務。

## 車站結構
| P 月台層 | 側式月台，右側開門 | 側式月台，右側開門                                                                   |
| P 月台層 | 北行               | 往英伍德-207街（渡槽賽馬場）                                                         |
| P 月台層 | 北行快速           | 道床                                                                                 |
| P 月台層 | 南行快速           | 道床                                                                                 |
| P 月台層 | 南行               | 往勒弗茲林蔭路/遠洛克威（深夜除外）/洛克威公園（黃昏尖峰時段）（霍華德海灘-JFK機場） |
| P 月台層 | 側式月台，右側開門 |                                                                                      |
| M        | 夾層               | 車站詢問處、MetroCard自動售票機、閘機                                                |
| G        | 街道層             | 出入口                                                                               |

此站有兩個側式月台和四條軌道，但兩條中央快車軌道已經永久拆除，部分以道碴覆蓋，並不再與慢車軌道連接。北行快車軌道的第三軌已經拆除，南行快車軌道則仍然保留。一部分北行快車軌道緊急時可在車站南面與慢車軌道重新連接。月台非常長，達到800英呎，比標準的IND月台長度還要長200英呎，因為此站是以長島鐵路標準興建。此站的長度以及此站與渡槽賽馬場車站的短距離意味着一整列列車可以同時停靠兩個車站。

## 外部連結
- nycsubway.org—IND Rockaway: Aqueduct/North Conduit Avenue
- Station Reporter – A Rockaway
- The Subway Nut – Aqueduct–North Conduit Avenue Pictures （页面存档备份，存于）
- North Conduit Avenue entrance from Google Maps Street View
- Hawtree Street entrance from Google Maps Street View